# Tielman Susato
Tielman Susato (o Tilman, Tylman, Tielmann) (1510/15 ca – Anversa, 1570 ca.) è stato un compositore e editore musicale fiammingo.

## Biografia
Originario probabilmente di Soest in Germania ("Susato" significherebbe propriamente "di Soest"), poco si conosce della sua gioventù. Comincia ad apparire negli archivi della città di Anversa a partire dal 1530, quando lavorava in qualità di calligrafo e musicista: possedeva all'epoca una tromba e un flauto. Dal 1543 alla morte fu editore di musica, primo fra gli olandesi. Poco dopo la sua attività, affiancata a quella di Pierre Phalèse (a Lovanio) e a quella di Christophe Plantin, sempre ad Anversa, creò un vero e proprio centro tipografico in terra fiamminga. La sua attività fu rilevata dal figlio, che morì però poco dopo, nel 1564.
La sua attività di compositore fu molto prolifica: scrisse (e pubblicò) messe e mottetti nel tipico stile polifonico-imitativo del suo tempo; scrisse inoltre due libri di canzoni dedicate a cantanti giovani o inesperti, comprendenti brani a due o tre voci. Scrisse anche musica strumentale in forma di danza. Pubblicato nel 1551 è il suo Het derde musyck boexken ... alderhande danserye che contiene ogni sorta di danze strumentali (allemande, gagliarde, gighe ecc.), basate su canti popolari della sua epoca.
Dedicò molti suoi brani a compositori suoi contemporanei (ad esempio Manchicourt o Crecquillon) e stimolò molto la circolazione di musica, essendo, fra l'altro, il primo editore di un grande musicista come Orlando di Lasso e pubblicando i 159 Souterliedekens di Jacob Clemens non Papa (1556-1557).

## Esecuzioni
Alcune composizioni sono state eseguite, in epoca contemporanea, dai Madrigalisti di Genova e, riarrangiate, dai Blackmore's Night nell'album Shadow of the Moon.